# Мартін Гроткопп
Мартін Гроткопп (нім. Martin Grothkopp) — німецький бобслеїст,  олімпійський чемпіон. 
Золоту олімпійську медаль та звання олімпійського чемпіона Гроткопп виборов на Пхьончханській олімпіаді 2018 року на змаганнях на бобах-четвірках.

## Зовнішні посилання
- Досьє на сайті IBSF [Архівовано 28 лютого 2018 у Wayback Machine.]

## Виноски
1. ↑  World Athletics database
2. ↑  Four-man results (PDF). Архів оригіналу (PDF) за 25 лютого 2018. Процитовано 17 березня 2018.